# キリキリマイ
「キリキリマイ」は、日本のロックバンド、ORANGE RANGEのメジャーデビューシングル。

## 解説
- 売り上げは芳しくは無かったが、現在もほとんどのライブで演奏される。自信作であった本作が売れず、一度気持ちが落ちたとメンバーのHIROKIが後に語っている[1]。
- レーベルゲートCD仕様。2004年6月21日、レーベルゲートCD2として再発。のちにレーベルゲートCDでないものが再発された。
- NAOTOのクレジット欄は｢synthesizer,vocoder,guitar｣であった。

## 収録曲
全作詞・作曲・編曲：ORANGE RANGE
| #         | タイトル                                   | 作詞  | 作曲・編曲 | 時間 |
| --------- | ------------------------------------------ | ----- | ---------- | ---- |
| 1.        | 「キリキリマイ」                           |       |            | 2:59 |
| 2.        | 「サムライマニア」                         |       |            | 4:02 |
| 3.        | 「キリキリマイ ～やまだひさし 朗読Ver.～」 |       |            | 3:56 |
| 4.        | 「キリキリマイ ～Ryukyudisco Remix～」     |       |            | 5:04 |
| 5.        | 「テンテコマイ」                           |       |            | 3:49 |
| 合計時間: | 合計時間:                                  | 19:50 |            |      |

### 楽曲解説
1. キリキリマイ
タイトルは、NAOTOの高校時代の友人が発した奇声が原案である。その友人の狂乱した様子から、とにかく暴れる激しいイメージのハードロックナンバー。
『オレンジボール』に収録されている『キリキリマイ』とは1番の歌詞が一部違ってたり、2番の歌詞が追加されたものとなっている｡
ライブでは1番のサビの前まではほとんどドラムのみで、MC陣とNAOTOとYOHは後ろを向いたままで、サビに入ったら5人がジャンプして振り返るというパフォーマンスをする。これはデビューの頃から続いている。
PVは、沖縄県にある廃墟で撮影された。メンバー曰く｢幽霊が出るとも噂されている｣。また、所属事務所の社長が出演しているとのこと。
さまざまなアーティストによってリミックスされており、メンバーも「全部集めてミニアルバムが作れる」と語るくらいである（下記の『リミックス一覧』参照）。『ИATURAL』に収録されている『Kirikirimai〜Fantastic Four Remix〜』は映画「ファンタスティック・フォー」のテーマソングに使用されている。
現在もほとんどのライブで演奏され、ファンの間では人気の高い曲でもある。
『Squeezed』にリミックスバージョンが収録されている。
2. サムライマニア
テクノ調の曲。
『1st CONTACT』に収録されている。
3. キリキリマイ〜やまだひさし 朗読Ver.〜
やまだひさしによる朗読バージョン。
4. キリキリマイ〜ryukyudisco remix〜
RYUKYUDISKOによるリミックスバージョン。
5. テンテコマイ
メロディーラインが『オレンジボール』の頃のキリキリマイのものになっている。
サビは「テンテコマイ」と変更されているが、その他は『キリキリマイ』と同じ。
意図的に音質がラジカセ録音のように荒くなっている。

## リミックス一覧
- 『キリキリマイ〜リュウキュウディスコリミックス〜』
  - インディーズ時代のシングル『ミチシルベ/ミッドナイトゲージ』に収録。RYUKYUDISKOによるリミックス。ライブのSEでよくかかっている。
- 『キリキリマイ〜ryukyudisco remix〜』
  - 本作に収録。インディーズ時代とは違ったリミックスになっている。
- 『kkm(rkd radio mix)』
  - RYUKYUDISCOのミニアルバム『LEQUIO DISK』に収録。本作に収録されているのとは異なるリミックスになっている。
- 『キリキリマイ DISCO MIX』
  - シングル『チェスト』に収録。ターミネーターズによるリミックス。
- 『Kirikirimai〜Fantastic Four Remix〜』
  - アルバム『ИATURAL』に収録。映画「ファンタスティック・フォー」のテーマソング。Josh Deutschによるリミックス。
- 『キリキリマイ cherry blossom front mix』
  - リミックスアルバム『Squeezed』に収録。CUBE JUICEによるリミックス。

## 参考